# Privilegio de cadenas
El privilegio de cadenas era una concesión por la cual el propietario de una casa en que había morado un monarca español podía colgar cadenas en la puerta principal de esta.

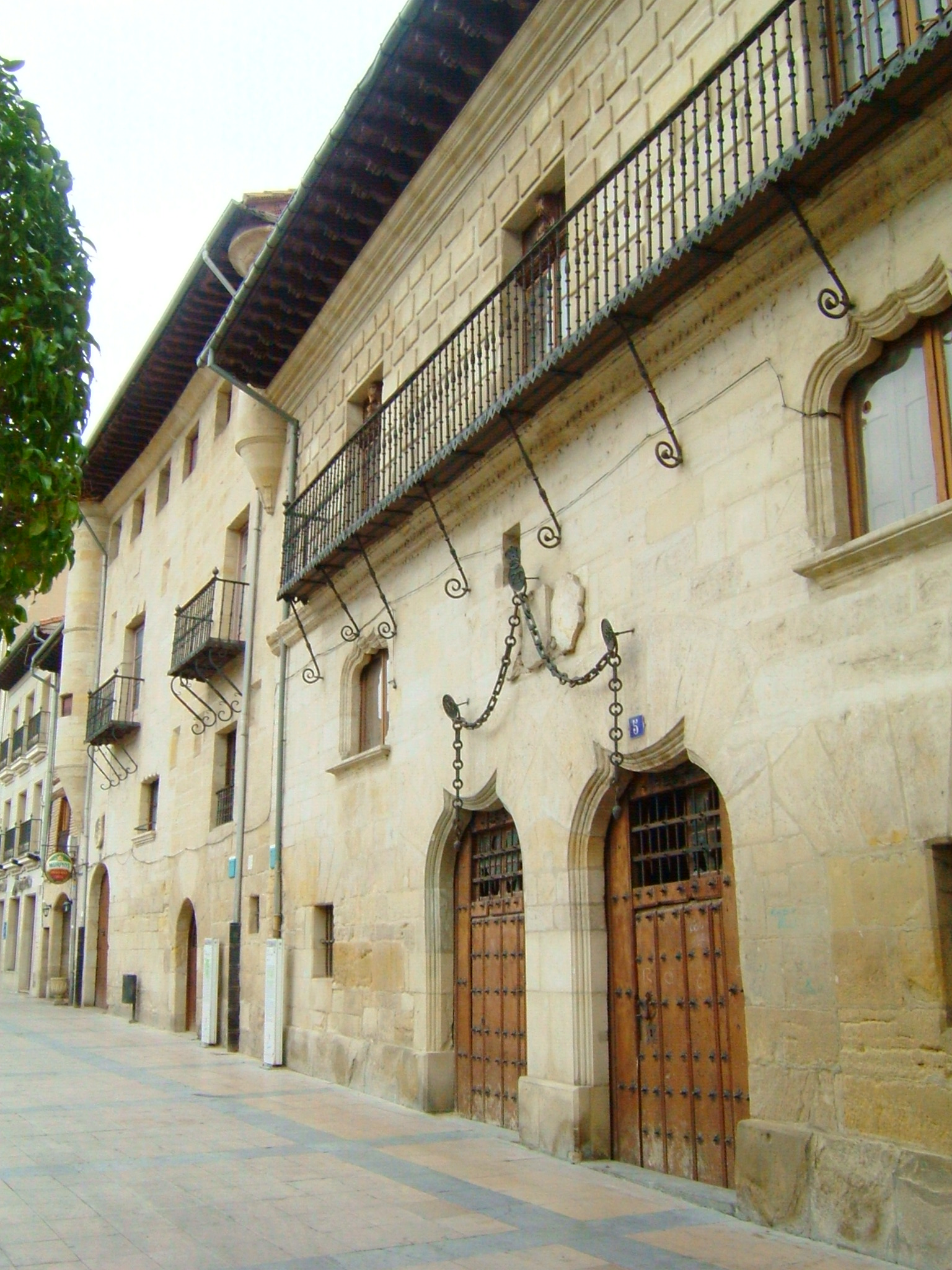
Casa de las Cadenas en Miranda de Ebro, mostrando las obtenidas al haber morado en la casa Fernando VII en 1828.

## Historia
El privilegio se fraguó en el siglo XVI, como consecuencia de la fijación de la corte en Madrid. Desde entonces, el rey en sus jornadas podía conceder a aquellas casas en las que había morada en el marco de viajes, una serie de privilegios. Entre estos privilegios el más evidente era el de colgar cadenas en su puerta principal, pero además existían privilegios fiscales y jurisdiccionales que marcaban que la casa había sido residencia del rey y por tanto había estado bajo jurisdicción de casa y corte.En los siglos XVI, XVII y XVIII, de forma ocasional, también se otorgó el privilegio a algunas casas que hubiesen albergado el Santísimo Sacramento.

## Descripción
Las cadenas eran muestra de la jurisdicción de casa y corte, consecuencia de habitar el monarca un edificio concreto.
El privilegio se aplicaba en el caso de reinas viudas como en 1760 cuando se concedió a la casa y huerta de Nicolás de Francia desde donde la reina Isabel de Farnesio, viuda de Felipe V había contemplado la entrada de su hijo Carlos como rey de España en 1760.
Las cadenas se disponían en la puerta principal del edificio, normalmente alrededor de la parte superior del vano, siguiendo un eje horizontal. Por el contrario, generalmente, las cadenas colgadas como consecuencia de albergar el Santísimo Sacramento, eran colgadas siguiendo un eje vertical.
El privilegio era otorgado previa petición a la Cámara del Consejo de Castilla.